# Jaume Vives

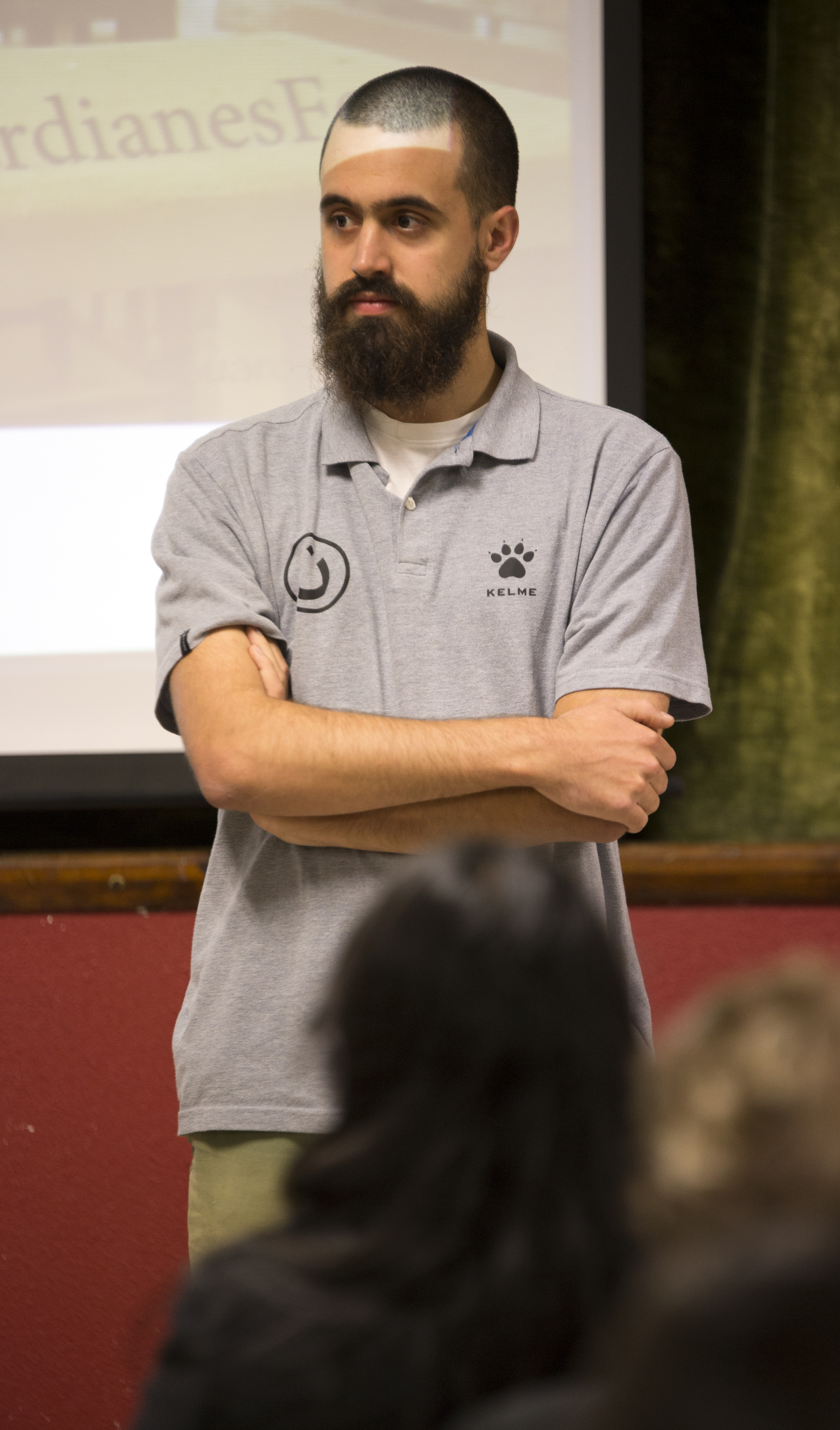
Jaume Vives em 2015

Jaume Vives Vives (Barcelona, 5 de junho de 1992) é um jornalista, ativista e escritor espanhol. Ele dirige o jornal digital El Prisma. Também é um dos promotores de Tabarnia, plataforma contrária ao secessionismo catalão, da qual é o seu porta-voz.

## Obras
- Pobres pobres (2014)
- Guardianes de la Fe (2015)
- Viaje al horror del estado islámico (2015)